# Nikephoros Bryennios der Ältere
Nikephoros Bryennios (mittelgriechisch Νικηφόρος Βρυέννιος; † nach 1094 wahrscheinlich in Adrianopel) war ein byzantinischer General und Usurpator gegen Kaiser Michael VII.

## Leben
Nikephoros Bryennios war der Sohn des gleichnamigen Generals, der sich 1057 erfolglos gegen Kaiser Michael VI. erhoben hatte. Wie schon sein Vater machte er in der byzantinischen Militärhierarchie unter den Kaisern Konstantin X. und Romanos IV.  Karriere. In der Schlacht bei Manzikert gegen die Seldschuken kommandierte er 1071 den linken Flügel; er war einer der wenigen Generäle, die sich in dieser für Byzanz verheerenden Schlacht noch achtbar aus der Affäre zogen.
Unter Kaiser Michael VII. amtierte Nikephoros Bryennios von 1072 bis 1073 als Dux von Bulgarien, wo er nach der gescheiterten Revolte unter Konstantin Bodin und Georgi Vojtech die byzantinische Herrschaft wiederherstellte. Anschließend wurde er zum Dux von Dyrrhachion ernannt.
Als Michael VII. 1077 mit den Seldschuken einen für Byzanz äußerst ungünstigen Vertrag über großflächige Gebietsabtretungen in Anatolien abschloss, zettelte Nikephoros Bryennios’ Bruder Johannes in Adrianopel eine Rebellion gegen den seiner Meinung nach unfähigen Kaiser und dessen mächtigen Minister Nikephoritzes an. Nikephoros Bryennios zögerte zunächst, sich der Revolte anzuschließen, änderte jedoch seine Haltung, als er erfuhr, dass Nikephoritzes beschlossen hatte, ihn aus dem Amt des Dux von Dyrrhachion zu entfernen und durch Nikephoros Basilakes zu ersetzen.
Im Oktober 1077 ließ Nikephoros Bryennios sich in Traianopolis zum Gegenkaiser ausrufen. Er zog eine multiethnische Streitmacht aus Thrakern, Bulgaren, Mazedoniern, Slawen, Italienern, Franken, Oghusen und Griechen zusammen und schickte sie im November 1077 unter dem Oberbefehl des Johannes von Adrianopel vor die Mauern Konstantinopels. Weil die Bryennoi bedenkenlos die Vororte zur Plünderung freigaben, formierte sich in der Hauptstadt starker Widerstand gegen ihre Herrschaftsansprüche, so dass es Michael VII. gelang, die Belagerer zum Rückzug nach Thrakien zu veranlassen. Ende März 1078 musste Michael jedoch den Thron für den Feldherrn Nikephoros Botaneiates räumen, der sich am 7. Januar in Nikaia ebenfalls zum Gegenkaiser erhoben hatte.
Nikephoros Botaneiates bot Nikephoros Bryennios den Titel eines Kaisar an, sofern er auf seine Kaiserambitionen verzichten und sich ihm unterwerfen würde. Als dieser sich weigerte, sandte Botaneiates den jungen Feldherrn Alexios Komnenos mit einer Armee gegen ihn aus. In einer Schlacht bei Kalabrye in Thrakien wurde Nikephoros Bryennios geschlagen und gefangen genommen. Nikephoros Basilakes, der sich von den verbliebenen Truppen in Thessaloniki zum Kaiser ausrufen ließ, wurde wenig später ebenfalls von Alexios bezwungen.
Nikephoros Botaneiates ließ den besiegten Thronrivalen blenden, beließ ihm jedoch seinen Besitz und verlieh ihm neue, hohe Amtswürden.
Nikephoros Bryennios kehrte offenbar in seine Heimatstadt Adrianopel zurück, die er 1094/95 trotz seiner Behinderung gegen einen Angriff der Kumanen unter dem Prätendenten Konstantin Diogenes verteidigte, der vorgab, der 1073 gestorbene Sohn des Kaisers Romanos IV. zu sein. Sein Enkel (oder Sohn), der Geschichtsschreiber Nikephoros Bryennios, avancierte durch die Heirat mit Anna Komnena zum Schwiegersohn des Kaisers Alexios I.